# Еберхард Георг фон Геминген
Еберхард Георг фон Геминген-Хорнберг (на немски: Eberhard Georg von Gemmingen-Hornberg; * 30 юли 1754 в Магдебург; † 7 ноември 1806 в Мегйес в Унгария) е благородник от стария алемански рицарски род Геминген в Крайхгау в Баден-Вюртемберг, фрайхер на Геминген-Хорнберг, господар в Рапенау и наемател на земи в Унгария.
Той е син на пруския оберст-лейтенант фрайхер Еберхард фон Геминген (1713 – 1757) и съпругата му Йохана София фон Гревениц от Магдебург (1731 – 1778), вдовица на Август фон дер Хайде.
Той е на три години, когато баща му умира и го наследява. Първо е под опекунството на дядо му
Еберхард (1688 –1 767), комендант на крепоста
в Люксембург, и след неговата смърт под опекунството на чичо му Зигмунд (1724 – 1806), собственик в Трешклинген, който през 1779 г. му предава наследствата собственост.
Еберхард Георг следва в Тюбинген, след това пътува в Швейцария у Франция. През 1774 г. той работи в имперския камерен съд във Вецлар. През 1776 г. той се жени и става рицар и рицарски съветник. Той се занимава с подобрението на земеделието, заради което също прави дълги пътувания. По предложение на княз Кауниц той се занимава и с подобрението на земеделието в Унгария. С финасовата помощ на чичо му Зигмунд той наема много земи в Унгария. Еберхард Георг също и Зигмунд умират в Унгария. Еберхард Георг е погребан в немската църква на Мецьоберени.
След ранната смърт на съпругата му децата са възпитавани от сестра му Фердинанда (1756 – 1804) в Рапенау. Понеже Еберхард Георг умира 1806 г. без мъжки наследник и е наследен от зет му братовчед му Зигмунд (1777 – 1843), който е женен от 1803 г. с Шарлота, дъщерята на Еберхард Георг.

## Фамилия
Еберхард Георг фон Геминген-Хорнберг се жени на 26 юни 1776 г. в Рапенау за фрайин София Шарлота фон Ментцинген (* 23 август 1750, Гонделсхайм при Брухзал; † 28 март 1795, Рапенау), дъщеря на
Карл Кристиан фон Ментцинген (1706 – 1765) и фрайин Еберхардина Шенк фон Шмидтбург. Те имат децата:
- Луиза София (* 18 май 1778, Хайлброн; † 21 юли 1848, Манхайм), омъжена на 23 октомври 1795 г. за фрайхер Франц Гьолер фон Равенсбург (* 25 декември 1772, Зулцфелд; † 6 юли 1821, Манхайм)
- Кристиан Фридрих (1780 – 1805), кур-майнцски камерхер, умира бездетен от туберкулоза преди баща си
- Бенедикта (1780 – 1795)
- Ханс (1783 – 1796)
- Шарлота (* 18 август 1785, Рапенау; † 22 юни 1842, Трешклинген), омъжена на 23 февруари 1803 г. в Хайлброн за фрайхер Зигмунд фон Геминген-Хорнберг-Трешклинген (* 2 май 1777, Рааб; † 8 май 1843, Манхайм)
- Доротея (1788 – 1822)